# Halbfester Schnittkäse
Halbfeste Schnittkäse sind eine Gruppe der Sorten von Käse, bei denen der Käse überwiegend pur gegessen wird. Die Geschmacksskala der „Halbfesten Schnittkäse“ ist am breitesten – sie reicht von mild bis ganz kräftig oder gar scharf. Mit einem Trockenmassegehalt liegen sie zwischen Schnitt- und Weichkäse. Mit einem Wassergehalt in der fettfreien Käsemasse von mehr als 61 bis 69 % ähneln sich jedoch einige Sorten der Käsegruppen, sodass eine rein sensorische Einordnung schwer möglich ist. Die Reifezeit kann drei Wochen betragen (z. B. Butterkäse – mild bis leicht säuerlich) oder auch neun Monate (Weißlacker – sehr pikant bis scharf).
Die wichtigsten Vertreter sind:
- Butterkäse
- Edelpilzkäse
- Reblochon
- Steinbuscher
- Weißlacker